# Love Doesn't Have to Hurt
"Love Doesn't Have to Hurt" é uma canção do girl group britânico Atomic Kitten, lançada como o quarto e último single de seu segundo álbum de estúdio, Feels So Good (2002). O single atingiu o número 4 no UK Singles Chart.

## Informações
A canção foi escrita por Susanna Hoffs, ela foi estimulada após o sucesso da regravação de "Eternal Flame". A versão do álbum varia de uma única versão, como os vocais foram re-gravados para deixar a canção uma vocal mais potente, e a música foi remasterizada para dar a canção um acabamento mais suave. Para a versão single, o refrão da música foi estendido por dez segundos. O vídeo da música foi o primeiro a apresentar a integrante Jenny Frost com seu cabelo mais curto.

## Videoclipe
O vídeo é o quarto single do álbum Feels So Good, com Natasha Hamilton, Liz McClarnon e Jenny Frost. Ele abre com as três integrantes indo para uma foto. No coro, Liz, Jenny e Natasha estão em um quarto branco semelhante ao vídeo Kylie Minogue "Can't Get You Out of My Head". Frost está em um banheiro perto de uma pia e de um chuveiro, McClarnon está em uma cama em um quarto, e em um corredor com balões, e Hamilton está em um sofá em uma sala de visitas em um apartamento. No coro final, As Kittens estão em um corredor.

## Performance comercial
A canção estreou no Reino Unido no número 4, Isto fêz da música o nono top dez single do grupo, e seu sexto consecutivo top hit cinco no Reino Unido. No entanto, a música caiu rapidamente entre os dez primeiros na próxima semana, onde ganhou um lugar nas paradas no número 12. A canção conseguiu permanecer nos gráficos por 10 semanas e posteriormente, Vendeu 61.239 cópias no Reino Unido sozinho, transformando-se um de seus singles com vendas mais baixas. Na Irlanda, a canção atingiu o top 20, atingindo o pico no número 13. Ficou nas paradas por 9 semanas. No entanto, a música nunca foi oficialmente lançada lá, e não tinha nenhuma promoção qualquer. Posteriormente, conseguiu permanecer no gráfico por 9 semanas.